# Paraneuretus longicornis
Paraneuretus longicornis är en myrart som beskrevs av Wheeler 1915. Paraneuretus longicornis ingår i släktet Paraneuretus och familjen myror. Inga underarter finns listade i Catalogue of Life.